# CS Luceafărul Oradea
El CS Luceafărul Oradea es un club de fútbol rumano de la ciudad de Oradea, fundado en 2001. El equipo disputa sus partidos como local en el Stadionul Luceafărul y juega en la Liga II.

## Historia
El club fue fundado por una serie de personas vinculadas al FC Bihor Oradea, el principal club de la ciudad, entre ellas Gavrilă Ghilea, un expresidente del club. En un principio el equipo estaba dedicado al entrenamiento de niños y adolescentes, pero finalmente alcanzó estatus profesional.
En la temporada 2007-08 logró el ascenso a Liga II, pero tuvo que retirarse antes del comienzo de la competición por problemas económicos y su puesto lo ocupó el recién fundado Ştiinţa Bacău. En febrero de 2009 los empresarios Giani Nedelcu y Mircea Crainiciuc se hicieron cargo de las deudas del club y el equipo volvió a jugar, aunque aún bajo el nombre del Ştiinţa hasta final de temporada. En la campaña 2008-09 el club descendió a Liga III por nuevos problemas financieros, pero regresó a Liga II en 2010–11.

## Palmarés
Liga III:
- Campeones (1): 2007–08, 2010–11